# Кампо (Валлемаджа)
Кампо (італ. Campo) — громада  в Швейцарії в кантоні Тічино, округ Валлемаджа.

## Географія
Громада розташована на відстані близько 110 км на південний схід від Берна, 45 км на захід від Беллінцони.
Кампо має площу 43,3 км², з яких на 0,8% дозволяється будівництво (житлове та будівництво доріг), 8,5% використовуються в сільськогосподарських цілях, 50% зайнято лісами, 40,7% не є продуктивними (річки, льодовики або гори).

## Демографія
2019 року в громаді мешкало 51 особа (+4,1% порівняно з 2010 роком), іноземців було 17,6%. Густота населення становила 1 осіб/км².
За віковим діапазоном населення розподілялося таким чином: 3,9% — особи молодші 20 років, 56,9% — особи у віці 20—64 років, 39,2% — особи у віці 65 років та старші. Було 32 помешкань (у середньому 1,5 особи в помешканні).
Із загальної кількості 37 працюючих 9 було зайнятих в первинному секторі, 14 — в обробній промисловості, 14 — в галузі послуг.